# Hyles stroehlei
Hyles stroehlei és una espècie de lepidòpter ditrisi de la família dels esfíngids (Sphingidae). Habita les muntanyes Hindu Kush i a Kohistan, al Pakistan. Se n'han trobat exemplars entre els 2.400 i els 4.300 m d'altitud. Sembla un híbrid fosc entre Hyles euphorbiae i Hyles hippophaes.